# یواس‌اس ساندرلینگ (ای‌ام-۳۷)
یواس‌اس ساندرلینگ (ای‌ام-۳۷) (به انگلیسی: USS Sanderling (AM-37)) یک کشتی بود که طول آن ۱۸۷ فوت ۱۰ اینچ (۵۷٫۲۵ متر) بود. این کشتی در سال ۱۹۱۸ ساخته شد.